# Kiekut (metrostation)
Kiekut is een metrostation in de Duitse gemeente Großhansdorf. Het station werd geopend op 17 juni 1922 en wordt bediend door lijn U1 van de metro van Hamburg.